# Ghiacciaio Gough
Il Ghiacciaio Gough  (in lingua inglese: Gough Glacier) è un ghiacciaio antartico, lungo 50 km, che fluisce tra le Bravo Hills e le Gabbro Hills scorrendo verso nord fino alla Barriera di Ross; si origina alla base del Lillie Range, scendendo dalle pendici settentrionali delle Prince Olav Mountains, catena montuosa che fa parte dei Monti della Regina Maud, in Antartide. 
La denominazione è stata assegnata dal gruppo di esplorazione sud della New Zealand Geological Survey Antarctic Expedition (1963–64) in onore del geodesista neozelandese Alan L. Gough, componente del gruppo.